# Galdo
Galdo (llamada oficialmente Santa María de Galdo) es una parroquia española del municipio de Vivero, en la provincia de Lugo, Galicia.

## Etimología
Figura en 1128 como "Gualdo", y su origen podría ser en una (uilla de) Waldo, siendo Waldus el nombre del poseedor de la villa. Alternativamente, podría provenir del apelativo de origen germánico  waldo 'bosque'.[cita requerida]

## Organización territorial
La parroquia está formada por cincuenta y siete entidades de población, constando cuarenta y nueve de ellas en el nomenclátor del Instituto Nacional de Estadística español:

## Geografía
Limita con las parroquias de Magazos, Landrove, Vieiro, Bravos (Orol) y Cabanas (Vicedo).

### Entidades de población
Entidades de población que forman parte de la parroquia:
- Abelleira (A Abelleira)
- Acido (O Acido)
- Altamira
- Amarela (A Amarelá)
- Baralla
- Batán (O Batán)
- Borreiros
- Carballo (O Carballo)
- Casanova
- Catarou
- Cerdeiral (O Cerdeiral)
- Corredoira (A Corredoira)
- Cristo (O Cristo)
- Devesa (A Devesa)
- Engrobias (As Engrobias)
- Fornela
- Guistilán (Quistilán)
- Hermosende (Ermosende)
- Iglesia (A Igrexa)
- Insua (A Insua)
- Lagoa (A Lagoa)
- Mallo (Malló)
- Monteiros
- Mourence
- Orade
- Outeiro (O Outeiro)
- Painceira (A Pancieira)
- Parraguesa (A Parraguesa)
- Pe da Ruba (O Pé da Ruba)
- Pedrosas (As Pedrosas)
- Penahedra (Penahedrá)
- Penas (As Penas)
- Peteira (A Peteira)
- Pontigo (O Pontigo)
- Portochao
- Rega (A Rega)
- San Marcos
- San Martiño
- San Miguel
- Santeira (A Santeira)
- Sobrevila
- Souto
- Trabe (A Trabe)
- Tras da Feira
- Valado (O Valado)
- Veira do Río (A Beira do Río)
- Vilar
- Xabariz
- Ximarreira

### Despoblados
Despoblados que forman parte de la parroquia:
- Cotelo (O Cotelo)
- Figueiroa
- Lamarredonda (Lama Redonda)
- Montecelo
- Rego da Cova (O Rego da Cova)
- Rego de Castro (O Rego de Castro)
- Requeixo

## Demografía
| Gráfica de evolución demográfica de Galdo entre 2000 y 2021 |
|                                                             |
| Datos según el nomenclátor publicado por el INE.            |

## Equipamiento
Zona rural, posee servicio de taxis, correos, teléfono público y distintos bares. Tiene además un colegio y una casa de turismo rural (Pazo da Trave).

## Festividades
Sus fiestas están dedicadas a San Pantaleón y Santa María. Celebra una Semana Santa de renombre con figuras articuladas, al igual que la Semana Santa de Viveiro